# Kotujkan
Il Kotujkan (in russo Котуйкан?) è un fiume della Siberia Orientale, affluente di destra del Kotuj (ramo sorgentizio della Chatanga). Scorre nel Tajmyrskij rajon del Territorio di Krasnojarsk, in Russia.

## Descrizione
Il fiume scorre giù dalla parte più alta dell'altopiano dell'Anabar, scende lungo le sue pendici settentrionali in una profonda valle con una corrente veloce, dapprima prevalentemente in direzione nord-ovest, poi occidentale. Ha una lunghezza di 447 km; l'area del suo bacino è di 24 300 km². Sfocia nel Kotuj circa 234 km prima della confluenza con la Cheta quando dà origine alla Chatanga. I suoi maggiori affluenti sono l'Il'ja (lungo 216 km) e il Dëgdë (o Džogdžo, lungo 230 km).
Una caratteristica del suo bacino fluviale sono le componenti geologiche e geomorfologiche del paesaggio. Su una parte significativa della costa del Kotujkan giacciono sedimenti marini (di1,5 miliardi di anni) quasi in orizzontale, esposti in canyon erosivi profondi decine di metri. In alcuni punti sono presenti arenarie arcose di colore rosso del tardo Proterozoico.